# Huta Strzyżewska
Huta Strzyżewska – kolonia w Polsce położona w województwie łódzkim, w powiecie bełchatowskim, w gminie Kluki.
W latach 1975–1998 miejscowość należała administracyjnie do województwa piotrkowskiego. 
W tej wsi znajdowała się w XIX wieku huta szkła (wyrób butelek i szkła), właścicielem był mężczyzna pochodzenia żydowskiego. Drugi człon nazwy wsi pochodzi stąd, że osadą zarządzał szlachcic ze Strzyżewic.